# 二十四軒駅
二十四軒駅（にじゅうよんけんえき）は、北海道札幌市西区二十四軒にある、札幌市営地下鉄東西線の駅である。駅番号はT04、副駅名は「メディカルスクエア北円山前」。

## 歴史
- 1976年（昭和51年）6月10日：琴似駅 - 白石駅間開業に伴い、設置。
- 1985年（昭和60年）6月1日：車椅子兼用エスカレーター、エレベーターの設置工事開始[1]。
- 1986年（昭和61年）3月25日：車椅子兼用エスカレーター、エレベーターの設置・供用開始。なお、日本国内の地下鉄における車椅子兼用エスカレーターは、横浜駅に次いで2番目となる[2]。
- 2009年（平成21年）2月11日：可動式ホーム柵が稼働開始[3]。
- 2013年（平成25年）12月18日：駅構内エレベーターの改修工事着工。
- 2024年（令和6年）12月1日：副駅名「メディカルスクエア北円山前」を設定し、駅名標の上に看板が設置された。契約金は118万8000円で、掲出から2年半の間表示される[4]。

### 駅名の由来
地名・駅名である「二十四軒」は1871年（明治4年）、辛未村（南4条通以南・西7丁目通以東）から24戸がこの地に移り住んだことに由来する。

## 駅構造
相対式2面2線のホームで、行き先別に改札が異なるが、ホーム下のホーム間連絡通路を経由し両ホームの行き来が可能。改札とホームを結ぶエレベーターもそれぞれ設置されている。かつてはエスカレーターが車椅子に対応しており、ホームにある遮断機はその名残である。
出入口は6ヶ所。3番出入口がバス乗り場と連絡しており、4番出入口に地上へのエレベーターがある。6番出入口は二十四軒駐車場に隣接するほか、西車両基地への通路（関係者以外立ち入り禁止）がある。

### のりば
| ホーム | 路線   | 行先                 |
| ------ | ------ | -------------------- |
| 1      | 東西線 | 大通・新さっぽろ方面 |
| 2      | 東西線 | 琴似・宮の沢方面     |

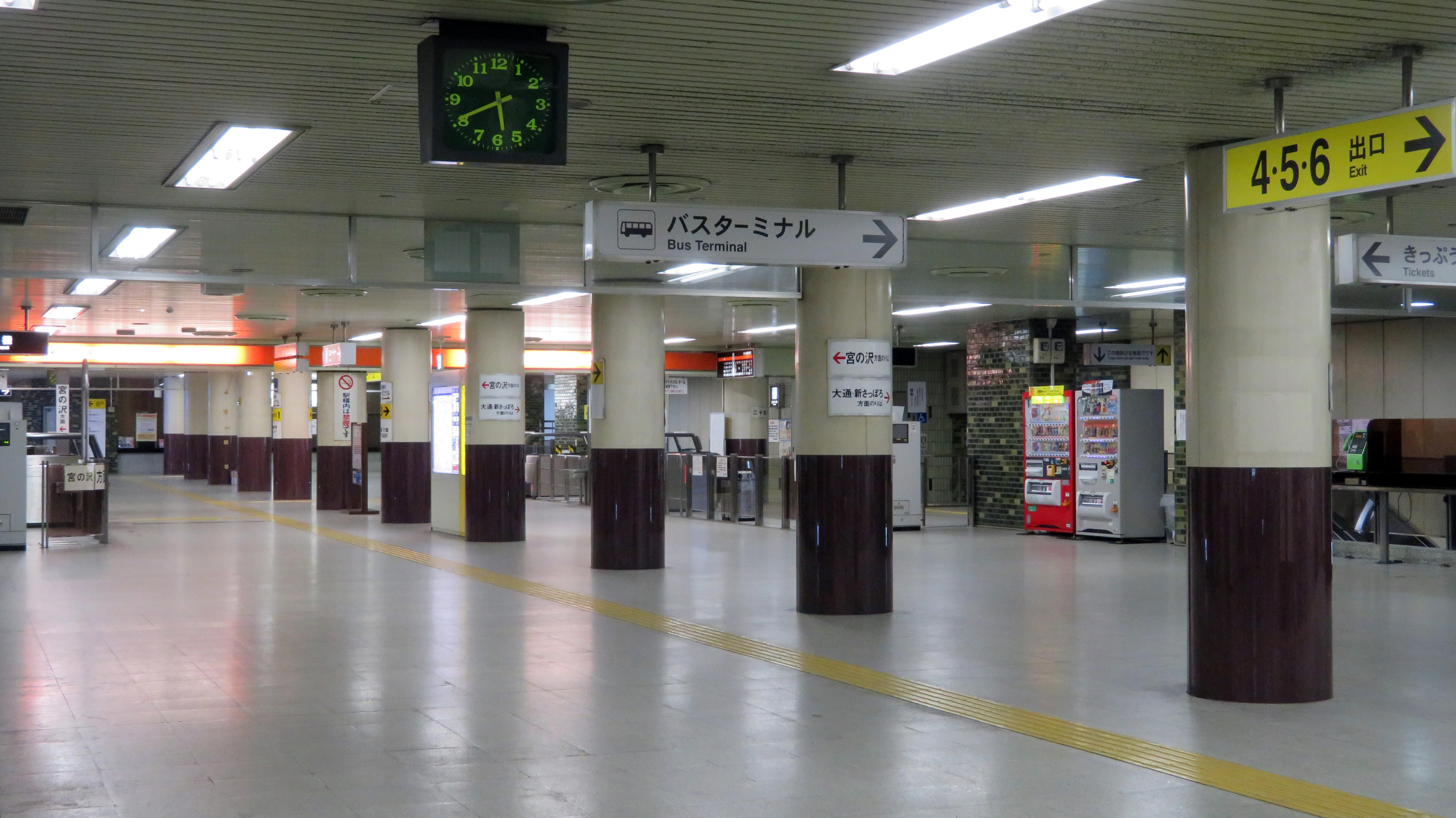
改札口
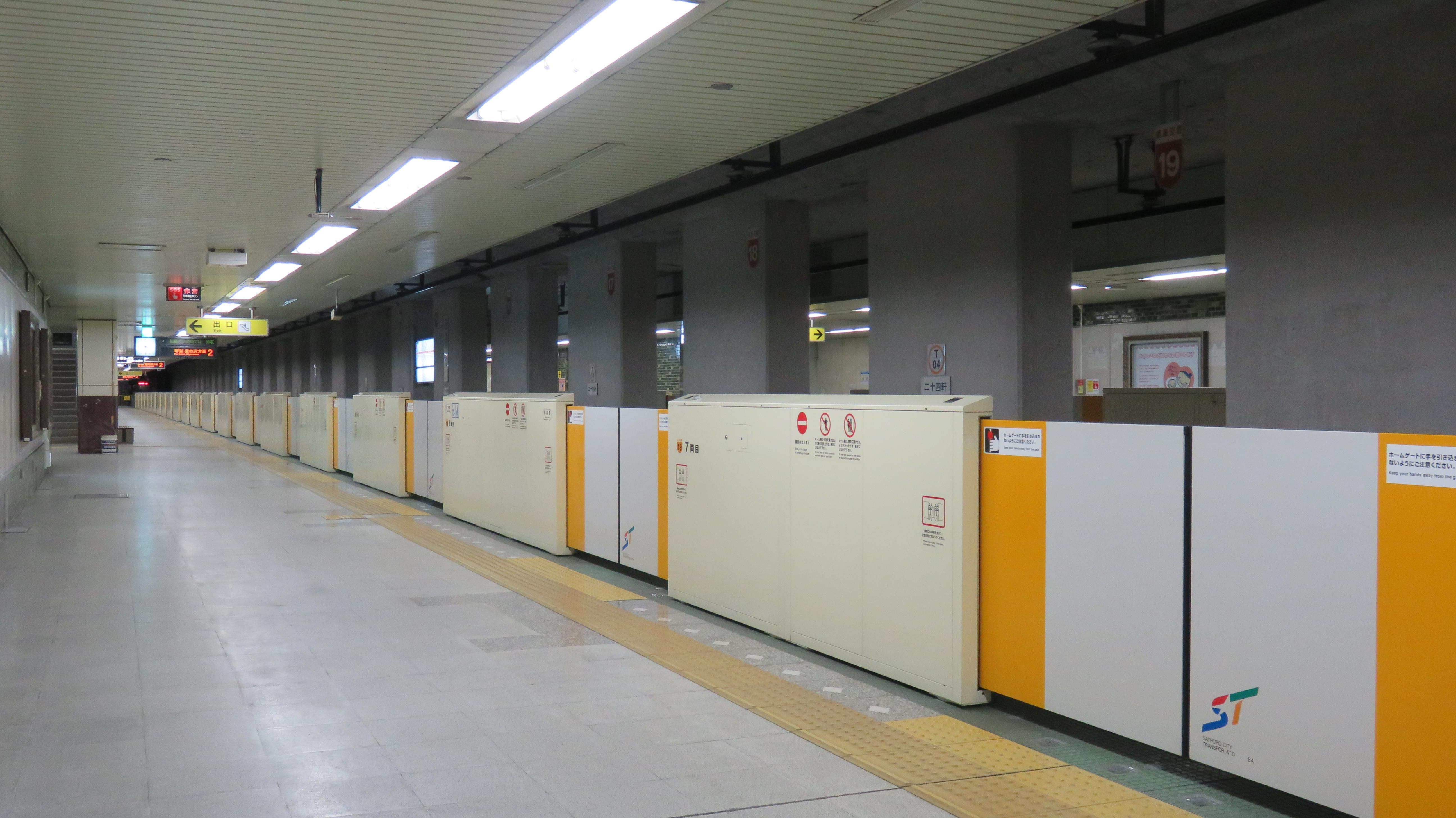
ホーム
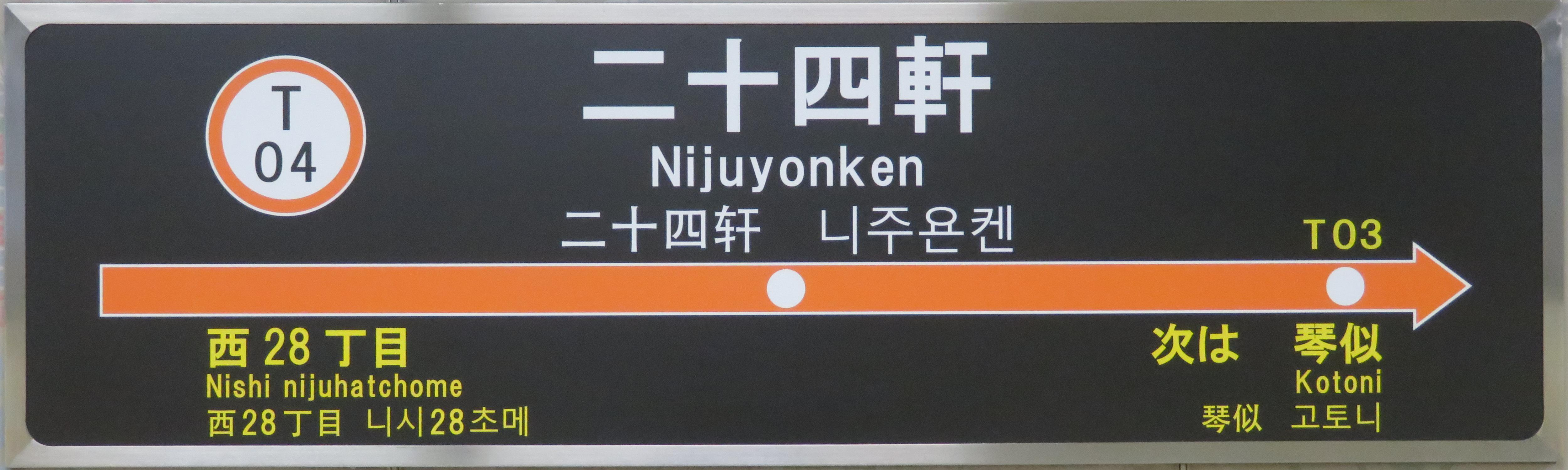
駅名標

## 利用状況
札幌市交通局によると、2020年度の一日平均乗車人員は4,999人であった。東西線ではひばりが丘駅に次いで利用者数が少ない。
近年の1日平均乗車人員の推移は以下のとおりである。
| 年度 | 1日平均 乗車人員 | 出典   |
| ---- | ---------------- | ------ |
| 2009 | 5,007            | [ 6 ]  |
| 2010 | 5,011            | [ 6 ]  |
| 2011 | 4,934            | [ 7 ]  |
| 2012 | 5,147            | [ 7 ]  |
| 2013 | 5,324            | [ 7 ]  |
| 2014 | 5,664            | [ 7 ]  |
| 2015 | 5,933            | [ 7 ]  |
| 2016 | 6,213            | [ 8 ]  |
| 2017 | 6,317            | [ 8 ]  |
| 2018 | 6,453            | [ 9 ]  |
| 2019 | 6,514            | [ 9 ]  |
| 2020 | 4,999            | [ 10 ] |

## 駅周辺
古くから民家・公務員宿舎・公営住宅など住宅地の他、工場・倉庫・商店などが混在する地域である。
近年はマンションブームに乗り、工場・倉庫などを閉鎖・売却しマンション建設が目立つ。

## バス路線
1976年（昭和51年）6月10日に供用開始した「二十四軒バス発着場」を設置。2021年（令和3年）12月の平日1日あたり、スクールバス等の非公示便を除く発着便数は、バス発着場・路上停留所を合わせて41便（感染症流行による一時運休便を含む）。
2022年（令和4年）4月1日現在。
二十四軒バス発着場
- ジェイ・アール北海道バス（琴似営業所）
  - 軒32 北24条線：北24条駅前

札幌競馬場で競馬開催時や場外発売開催時は、札幌競馬場までの無料送迎バスが運行されている。
路上 5番出入口側 環状通沿い
- 北都交通
  - M 新千歳空港連絡バス：新千歳空港

## その他
- 駅スタンプは二十四軒駅のイニシャルNの中に札幌競馬場が描かれている[5]。

## 隣の駅
札幌市営地下鉄
 東西線
琴似駅 (T03) - 二十四軒駅 (T04) - 西28丁目駅 (T05)